# San Isidro (Buenos Aires)
San Isidro je město v Argentině. Nachází se v metropolitní oblasti a aglomeraci Gran Buenos Aires, severozápadně od vlastního Buenos Aires a na jihozápadním pobřeží estuáru Río de la Plata. Je sídlem okresu Partido de San Isidro v provincii Buenos Aires. V roce 2001 zde žilo 45 190 obyvatel. Na severu sousedí s Beccarem, na západě s Boulogne Sur Mer, na jihu s Martínezem a na jihovýchodě s Acassusem.
V roce 1706 zde vznikl ze soukromé kaple veřejný kostel svatého Isidora Rolníka. Kolem chrámu vyrostla koncem 18. století osada, která od kostela převzala své jméno. Na přelomu 18. a 19. století si zde stavěli bohatí měšťané z blízkého Buenos Aires letní domy v koloniálním stylu. V roce 1850 se San Isidro stalo samostatnou obcí a roku 1942 získalo status města.
V centru města se nachází novogotická katedrála svatého Isidora z roku 1898, která je hlavním kostelem římskokatolické diecéze San Isidro. Poměrně velkou část území města zabírá dostihové závodiště Hipódromo de San Isidro, zřízené v roce 1935, které patří mezi nejdůležitější argentinské dostihové dráhy. Ve městě sídlí sportovní kluby Club Atlético San Isidro a San Isidro Club, věnující se především ragby a pozemnímu hokeji. San Isidro je obsluhováno dvěma železničními tratěmi, které vedou z Buenos Aires kolem pobřeží.

## Galerie

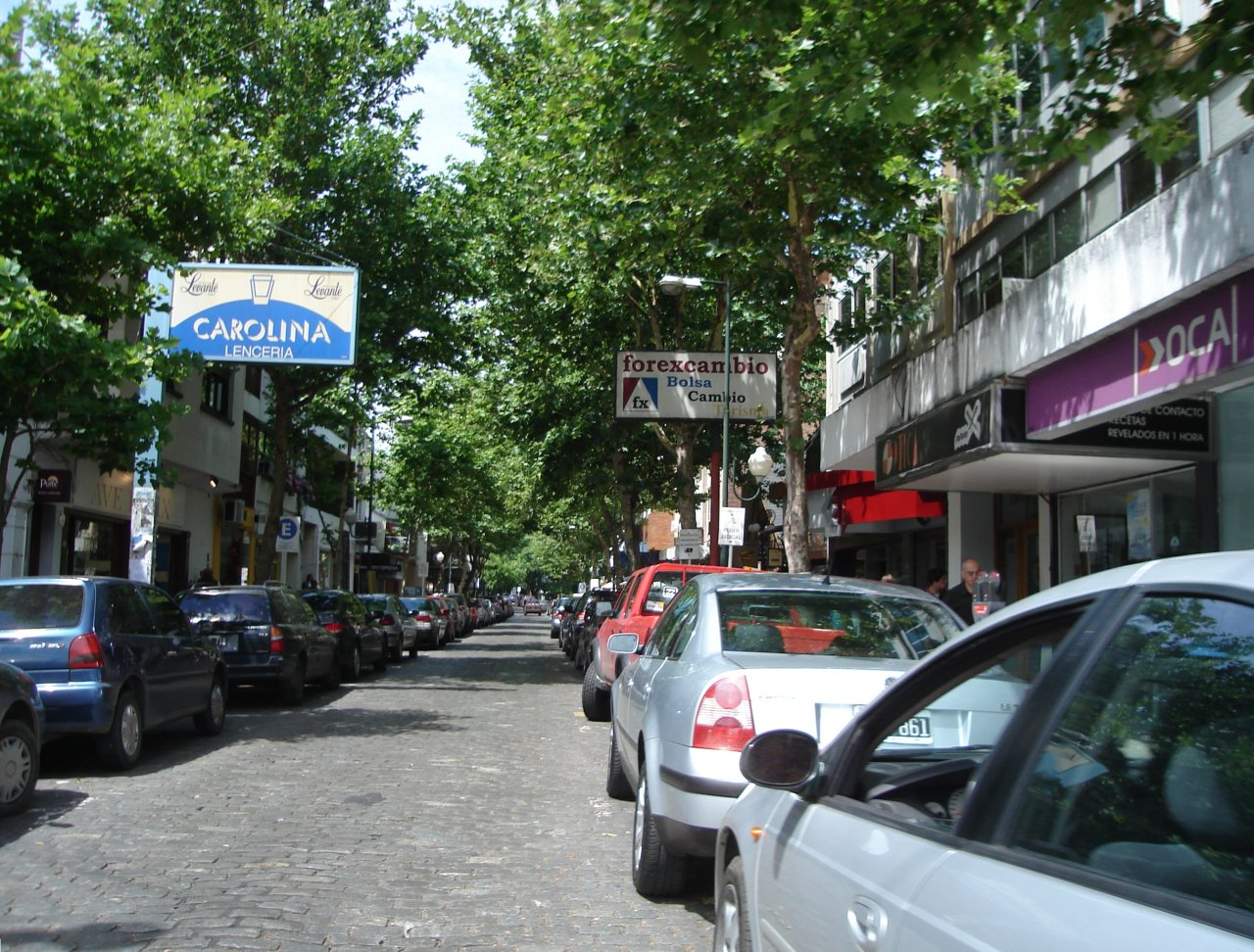
Ulice 9. července v historickém středu San Isidra
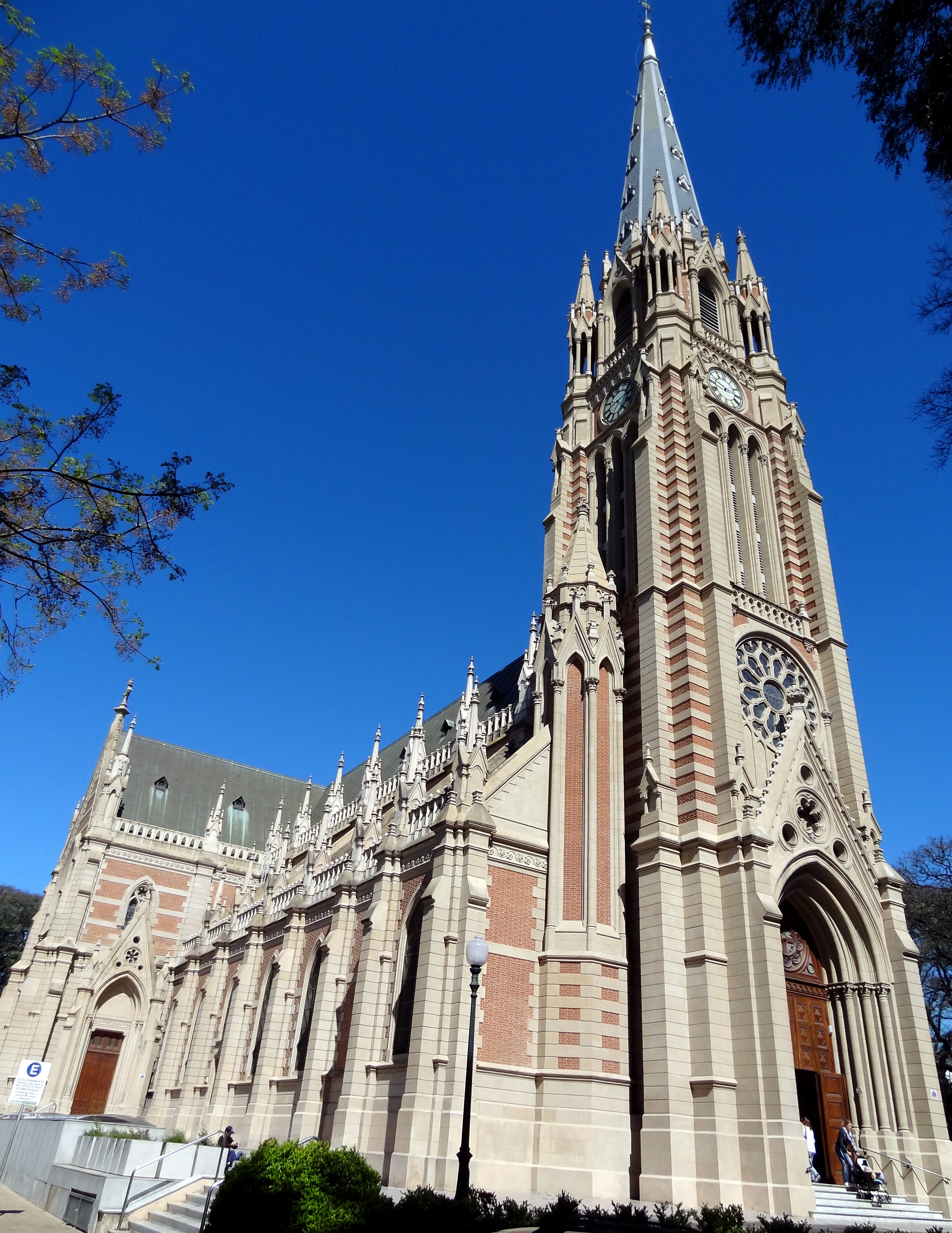
Katedrála svatého Isidora
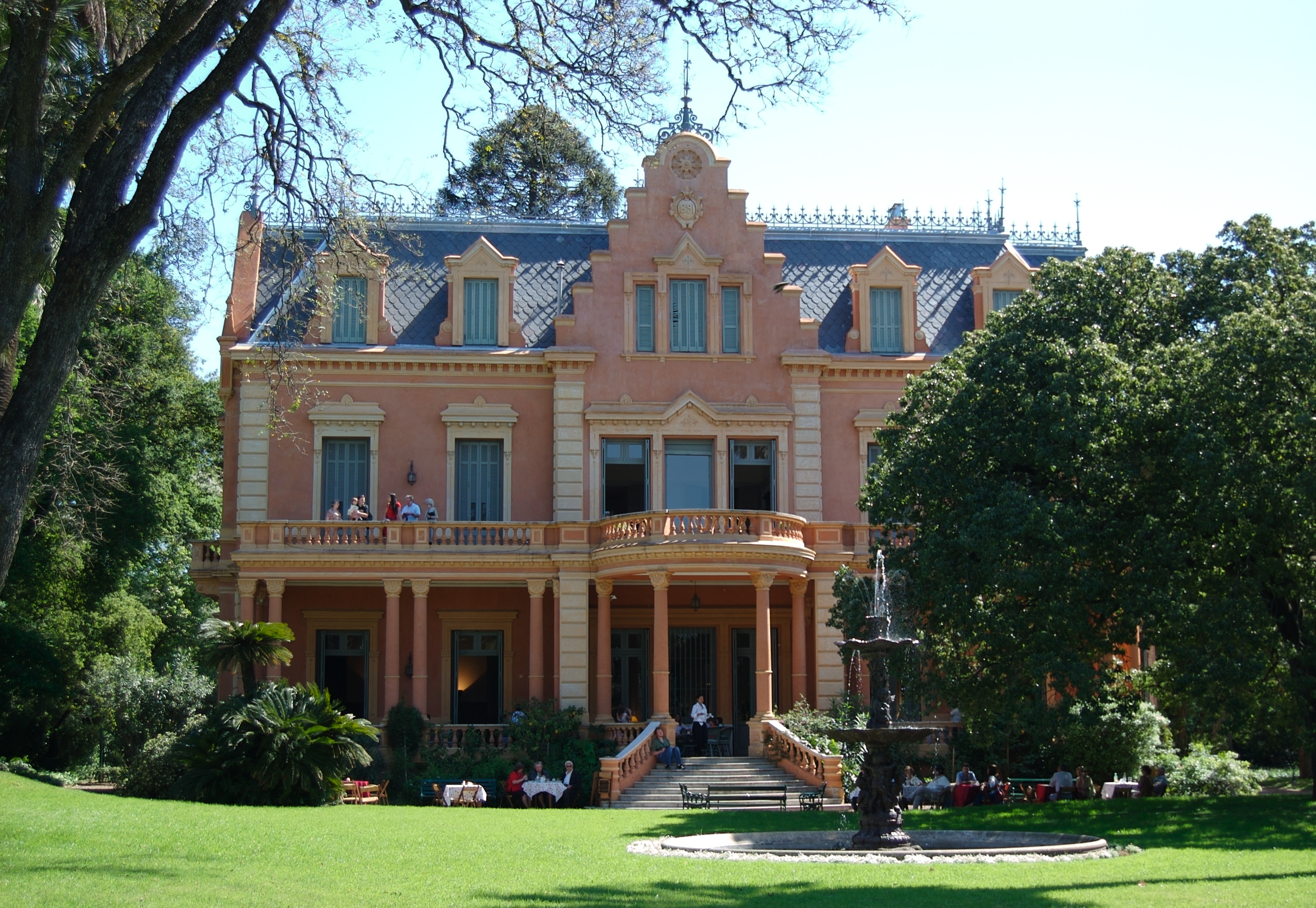
Villa Ocampo, dům Victorie Ocampové